# Der Komödienstadel
Der Komödienstadel ist eine Fernsehreihe des Bayerischen Rundfunks, in der komische, volkstümliche Bühnenstücke in bairischer Mundart gezeigt werden. Die Stücke, die meist im bäuerlichen Milieu spielen, werden für das Fernsehen bearbeitet und dann vor Publikum in einem Theatersaal aufgezeichnet.
Der Komödienstadel wurde von Olf Fischer zunächst als Hörspielreihe entwickelt und ging erstmals am 19. April 1954 beim Bayerischen Rundfunk auf Sendung. In der ersten 104-minütigen Sendung, die den Untertitel Ein lustiger Einakterabend trug, wurden die Stücke Die Hirsch-Grandln von Michl Lang, Diplomatie von Walfried Ridi und Der Rubinring von Bruno Lohrer ausgestrahlt. Für die Funkbearbeitung zeichneten neben Olf Fischer, der auch die Regie führte, noch Walter Netzsch und Emil Vierlinger verantwortlich. Zu den Sprechern gehörten u. a. Liesl Karlstadt, Erni Singerl, Michl Lang und Wastl Witt.
Die ARD-Hörspieldatenbank hat insgesamt 44 Hörspiele in dieser Reihe gelistet. Die letzte Sendung wurde vom BR danach 1983 produziert und am 16. September 1984 erstgesendet. Sie trug den Titel Der Senior. Ein ökonomischer Schwank von Georg Lohmeier. In dem gut 87-minütigen Spiel, bei dem Olf Fischer wieder die Funkbearbeitung und Regie übernahm, sprachen u. a. Maxl Graf, Werner Asam, Kathi Leitner und Katharina de Bruyn.
Die Fernsehreihe feierte am 16. Mai 1959 im Bayerischen Fernsehen Premiere. Durch die Verpflichtung von zahlreichen bekannten Volksschauspielern, die auch schon in der Hörspielreihe mitwirkten, wie Gustl Bayrhammer, Max Grießer, Maxl Graf, Erni Singerl und Ludwig Schmid-Wildy, die teilweise aber auch erst durch den Stadel bundesweit und über die Grenzen hinaus bekannt wurden, erfreute sich die Sendung bald nationaler und internationaler Beliebtheit und galt vor allem in den 1960er und 1970er Jahren als Quotengarant. Zu den bekanntesten Stücken gehören Die drei Eisbären (1961), Der Geisterbräu (1963), Der verkaufte Großvater (1967), Das Wunder des heiligen Florian (1969), Der Ehestreik (1971) und Die drei Dorfheiligen (1973). Seit 2021 wurde lediglich ein neues Stück im Jahr aufgeführt. Daneben gab es im Laufe der Jahrzehnte weitere Volkstümliche Theateraufzeichnungen des Bayerischen Rundfunks mit zum Teil den gleichen Schauspielern die keine offiziellen Komödienstadel sind.
Von 2012 bis 2023 stand der Komödienstadel unter der Redaktion von Thomas Stammberger. Im Oktober 2024 gab der Bayerische Rundfunk bekannt, dass es aufgrund von Einsparungen keine Neuproduktionen mehr geben werde.

## Stücke
- 1959 – Der zerbrochene Kruag[6] (zwei Einakter) mit Hans Baur, Ludwig Schmid-Wildy und Lore Frisch
  - Späte Entdeckung[6] mit Michl Lang, Liesl Karlstadt, Wolf Petersen und Konstantin Delcroix
- 1959 – Auf der Alm[7] (vier Einakter) mit Franz Fröhlich, Martha Kunig-Rinach, Heinz Möller und Ulla Zorb
  - Kraft mal Weg[8] mit Carl Baierl und Hannes Keppler
  - Das Taufessen[8] mit Liesl Karlstadt, Erni Singerl und Ludwig Schmid-Wildy
  - Ja, so ein Auerhahn[8] mit Ludwig Schmid-Wildy, Hannes Keppler und Karin Rose
- 1961 – Der Zigeunersimmerl[9][10] mit Michl Lang, Ruth Kappelsberger, Amsi Kern und Lothar Kern
- 1961 – Die drei Eisbären[11] mit Maxl Graf, Michl Lang, Franz Fröhlich, Marianne Lindner, Ludwig Schmid-Wildy, Dora Altmann und Christa Berndl
- 1961 – Lottchens Geburtstag[12] mit Franziska Stömmer, Rolf Castell, Ernst Fritz Fürbringer, Maria Andergast, Iris Mayer und Paula Braend
- 1962 – Der Hochzeiter[13] (zwei Einakter) mit Ludwig Schmid-Wildy, Ruth Kappelsberger und Helmut Fischer
  - Das Dienstjubiläum[14] mit Michl Lang, Martha Kunig-Rinach, Maxl Graf und Erni Singerl
- 1962 – Graf Schorschi[15] mit Michl Lang, Lucie Englisch, Maxl Graf, Fritz Straßner, Erni Singerl, Veronika Fitz, Christa Berndl, Marianne Lindner und Georg Rückerl
- 1963 – Der Schusternazi[16] mit Franz Fröhlich (Schusternazi), Ludwig Schmid-Wildy, Maxl Graf und Eduard Linkers
- 1963 – Der Geisterbräu[17] mit Ruth Kappelsberger, Ludwig Schmid-Wildy und Maxl Graf
- 1964 – Die Tochter des Bombardon[18] mit Michl Lang, Marianne Lindner, Maxl Graf und Max Grießer
- 1964 – Die Entwicklungshilfe[19] mit Lucie Englisch und Maxl Graf
- 1964 – Wenn der Hahn kräht[20] mit Michl Lang und Marianne Lindner
- 1965 – Die Stadterhebung[21] mit Fritz Strassner, Maxl Graf, Ludwig Schmid-Wildy, Erni Singerl, Michl Lang, Marianne Brandt, Christa Berndl und Max Grießer
- 1966 – Die Mieterhöhung[22] mit Michl Lang, Maxl Graf, Erni Singerl, Ingrid Helbig, Max Grießer und Eduard Linkers
- 1967 – Der verkaufte Großvater[23] mit Michl Lang, Karl Tischlinger, Marianne Lindner, Erni Singerl, Ossi Eckmüller, Alexander Golling, Claudia Hansmann-Strubel und Max Grießer
- 1967 – Krach um Jolanthe[24] mit Michl Lang, Maxl Graf, Claudia Hansmann-Strubel, Max Grießer und Ossi Eckmüller
- 1969 – Das Wunder des heiligen Florian[25] mit Michl Lang, Erni Singerl, Georg Hartl, Christiane Pearce-Blumhoff und Ursula Herion
- 1969 – Witwen[26] mit Fritz Straßner, Ruth Kappelsberger, Erni Singerl, Max Grießer und Gustl Bayrhammer
- 1970 – Der Ehrengast[27] mit Gustl Bayrhammer, Beppo Brem, Monika Dahlberg, Gerd Fitz, Georg Hartl, Marianne Lindner, Ludwig Schmid-Wildy und Karl Tischlinger
- 1970 – Alles für die Katz'[28] mit Marianne Lindner, Ursula Herion, Erni Singerl, Beppo Brem, Ossi Eckmüller, Maxl Graf, Max Grießer und Ulrich Beiger
- 1971 – Der Ehestreik[29] mit Maxl Graf und Michl Lang, Katharina de Bruyn, Paula Braend und Marianne Lindner
- 1972 – Mattheis bricht’s Eis[30] mit Ludwig Schmid-Wildy, Rosl Mayr, Gerhart Lippert, Hans Löscher und Claus Grießer
- 1972 – Josef Filser – Ein lustiges Spiel mit Ludwig Thoma und seinen Gestalten[31] mit Beppo Brem, Fritz Straßner, Anneliese Rehse, Katharina de Bruyn und Maxl Graf
- 1973 – Die drei Dorfheiligen[32] mit Gustl Bayrhammer, Marianne Lindner, Ilse Neubauer, Katharina de Bruyn, Karl Tischlinger, Hans Löscher, Gerhart Lippert, Michael Lenz und Georg Hartl
- 1973 – Die drei Eisbären[33] mit Gustl Bayrhammer, Gaby Dohm, Maxl Graf, Gerhart Lippert, Marianne Brandt, Marianne Lindner und Ludwig Schmid-Wildy
- 1973 – Die kleine Welt[34] mit Gustl Bayrhammer, Katharina de Bruyn, Simone Rethel, Marianne Lindner, Claus Grießer, Johannes Grossmann, Georg Hartl, Maxl Graf, Karl Tischlinger, Ruth Kappelsberger und Fritz Straßner
- 1974 – Das sündige Dorf[35] mit Gustl Bayrhammer, Marianne Lindner, Gerhart Lippert, Bernd Helfrich und Christiane Pearce-Blumhoff
- 1975 – Thomas auf der Himmelsleiter[36] mit Gerhart Lippert, Max Grießer, Christiane Pearce-Blumhoff, Erni Singerl, Katharina de Bruyn, Karl Tischlinger und Ossi Eckmüller
- 1975 – Der Bauerndiplomat[37] mit Karl Tischlinger, Max Grießer, Claus Grießer, Katharina de Bruyn, Hannelore Cremer, Gerhart Lippert, Georg Hartl und Gustl Weishappel
- 1976 – Der bayerische Picasso[38] (zwei Einakter) mit Karl Tischlinger, Mona Freiberg, Claus Grießer, Winfried Buchner, Klaus Havenstein und Helga Kruck
  - Die Generalprobe[38] mit Marianne Lindner, Kathi Leitner, Franziska Stömmer, Gaby van Laak, Peter Steiner, Anton Feichtner und Gerhart Lippert
- 1976 – Herz am Spieß[39] mit Katharina de Bruyn, Karl Tischlinger, Barbara Rath, Gerhart Lippert, Erni Singerl und Max Grießer
- 1977 – Graf Schorschi[40] mit Beppo Brem, Marianne Lindner, Mona Freiberg, Erni Singerl, Michael Ande, Katharina de Bruyn, Franziska Stömmer und Anton Feichtner
- 1977 – Die Widerspenstigen[41] mit Gerhart Lippert, Katharina de Bruyn, Anton Feichtner, Hans Stadtmüller, Werner Rom, Gaby van Laak, Henner Quest, Karl Tischlinger, Mona Freiberg, Max Grießer und Werner Zeussel
- 1977 – Sankt Pauli in Sankt Peter[42] mit Bernd Helfrich, Maxl Graf, Ingrid Burmester, Erni Singerl, Ossi Eckmüller, Inez Günther, Marianne Lindner, Hans Kollmannsberger und Georg Einerdinger
- 1978 – Der ledige Hof[43] mit Katharina de Bruyn, Gerhart Lippert, Max Grießer, Marianne Lindner, Stefan Castell, Cornelia Glogger, Beppo Brem, Marianne Brandt, Christiane Pearce-Blumhoff, Alexander Golling und Werner Zeussel
- 1979 – Der Geisterbräu[44] mit Gerhart Lippert, Katharina de Bruyn, Angelika Milster, Gerda Steiner-Paltzer, Marius Aicher, Herbert Nußbaum, Ossi Eckmüller, Amsi Kern, Willy Schultes, Elisabeth Karg und Thomas Reiner
- 1980 – Der Strohwitwer[45] mit Peter Steiner, Max Grießer, Brigitte Walbrun, Monika Dahlberg und Franziska Stömmer
- 1981 – Spätlese oder Auch der Herbst hat schöne Tage[46] mit Gustl Bayrhammer und Katharina de Bruyn
- 1982 – Die Tochter des Bombardon[47] mit Gustl Bayrhammer, Ruth Kappelsberger, Kristina Nel und Willy Harlander
- 1983 – Heiratsfieber[48] mit Gerhart Lippert, Maxl Graf, Katharina de Bruyn, Manuela Denz und Max Grießer
- 1984 – Liebe und Blechschaden[49] mit Max Grießer, Katharina de Bruyn, Julia Fischer, Gerhart Lippert und Monika Dahlberg
- 1984 – Doppelte Moral[50] mit Max Grießer, Katharina de Bruyn, Bernd Helfrich und Christine Neubauer
- 1984 – Der Senior[51] mit Maxl Graf, Kathi Leitner, Werner Asam, Sandra White, Toni Berger, Katharina de Bruyn, Michael Lerchenberg, Georg Lohmeier, Gerd Deutschmann, Monika Madras, Rolf Castell, Maria Peschek, Egon Biscan und Sabine Biber
- 1985 – Politik und Führerschein[52] mit Gerhart Lippert, Max Grießer, Maria Singer, Horst Kummeth und Willy Schultes
- 1985 – Paraplü und Perpendikel[53] mit Gerhart Lippert, Maria Singer, Max Grießer, Manuela Denz, Claus Obalski und Georg Einerdinger
- 1985 – Wenn der Hahn kräht[54] mit Maxl Graf, Katharina de Bruyn, Julia Fischer, Beppo Brem und Ruth Kappelsberger
- 1985 – Der Onkel Pepi[55] mit Katharina de Bruyn, Gerd Fitz, Hansi Kraus, Gabriele Grund, Michael Fitz, Rolf Castell, Heide Ackermann, Nini von Quast, Franz Hanfstingl, Alexander Malachovsky und Gerd Deutschmann
- 1985 – Schneesturm[56] mit Gerhart Lippert, Erni Singerl, Mona Freiberg, Toni Berger, Werner Zeussel und Manuela Denz
- 1986 – Der Nothelfer[57] mit Max Grießer und Katharina de Bruyn, Manuela Denz, Hansi Kraus, Christoph Krix, Gabriele Grund, Wilfried Klaus, Ossi Eckmüller und Peter Musäus
- 1986 – Glück mit Monika[58] mit Bernd Helfrich, Bettina von Haken, Michaela Heigenhauser, Andi Kern, Ossi Eckmüller und Georg Einerdinger
- 1986 – Das Prämienkind[59] mit Gerd Fitz, Max Grießer, Michael Lerchenberg und Christine Neubauer
- 1987 – Doppelselbstmord[60] mit Max Grießer und Katharina de Bruyn
- 1989 – Der brave Sünder[61] mit Max Grießer und Katharina de Bruyn
- 1990 – Die hölzerne Jungfrau[62] mit Max Grießer und Marianne Lindner
- 1991 – Millionen im Heu[63] mit Gerhart Lippert und Mona Freiberg
- 1993 – Die Kartenlegerin[64] mit Udo Thomer, Veronika Fitz, Karin Thaler, Werner Schnitzer, Christian Wittmann, Raidar Müller-Elmau und Hans Gruber
- 1993 – Der siebte Bua[65] mit Bernd Helfrich, Sabina Trooger und Fred Stillkrauth
- 1994 – Die Hochzeitskutsche[66] mit Fred Stillkrauth und Max Grießer
- 1994 – Die goldene Gans[67] mit Toni Berger, Hansi Kraus und Michael Häfner
- 1995 – Die Wadlbeißer von Traxlbach[68] mit Bernd Helfrich, Philipp Seiser, Peter Rappenglück, Katja Bienert, Astrid Jacob und Nina Kapust
- 1995 – Der müde Theodor[69] mit Willy Harlander und Mona Freiberg
- 1996 – Minister gesucht[70] mit Gerd Fitz, Ilse Neubauer, Toni Berger und Michaela Geuer
- 1996 – Zur Ehe haben sich versprochen[71] mit Heide Ackermann, Christiane Pearce-Blumhoff, Ernst Cohen, Toni Berger und Eleonore Daniel
- 1997 – Bonifaz der Orgelstifter[72] mit Toni Berger, Kathi Leitner, Alexander Duda und Joseph Hannesschläger
- 1998 – Der verkaufte Großvater[73] mit Toni Berger und Willy Harlander
- 1999 – Lachende Wahrheit[74] mit Erni Singerl, Josef Thalmaier, Hans Kitzbichler, Alexander Duda, Ileana-Lia Popa, Alfons Biber und Wolfram Kunkel
- 1999 – Der Zigeunersimmerl[75] mit Hans Clarin, Max Grießer und Maria Singer
- 1999 – Der Leberkasbaron[76] mit Fred Stillkrauth, Toni Berger und Kathi Leitner
- 2000 – Das liebe Geld[77] mit Toni Berger, Kathi Leitner, Willy Harlander und Alexander Duda
- 2000 – Die Bißgurrn[78] mit Christiane Pearce-Blumhoff und Hans Kitzbichler
- 2000 – S'Herz am rechten Fleck[79] mit Werner Rom, Anton Feichtner und Josef Thalmaier
- 2001 – Heldenstammtisch[80] mit Anton Feichtner und Jutta Schmuttermaier
- 2001 – Die Jacobi-Verschwörung[81] mit Toni Berger, Winfried Frey und Lisa Kreuzer
- 2002 – Achterbahn ins Glück[82] mit Gerhart Lippert, Jutta Schmuttermaier und Anton Feichtner
- 2003 – s' Breznbusserl[83] mit Franz Xaver Huber und Christiane Pearce-Blumhoff
- 2003 – Das Attenhamer Christkindl[84] mit Heide Ackermann, Christiane Pearce-Blumhoff und Susanne Brantl
- 2004 – Der Prinzregentenhirsch[85] mit Heide Ackermann und Götz Burger
- 2004 – Skandal im Doktorhaus[86] mit Hermann Giefer, Heide Ackermann und Veronika von Quast
- 2005 – Amerikaner mit Zuckerguss[87] mit Winfried Frey, Franz Xaver Huber und Christiane Pearce-Blumhoff
- 2005 – Herzsolo[88] mit Hans Schuler, Veronika von Quast und Jutta Schmuttermaier
- 2005 – Der weibscheue Hof[89] mit Erni Singerl, Götz Burger, Johann Schuler und Sabrina White
- 2005 – Karten lügen nicht[90] mit Werner Zeussel und Christiane Pearce-Blumhoff
- 2005 – Hopfazupfa[91] mit Monika Baumgartner, Harald Dietl und Dragan Mija Kovic
- 2005 – Der Habererbräu[92] mit Jutta Schmuttermaier und Hans Kitzbichler
- 2005 – Kuckuckskind[93] mit Fred Stillkrauth, Alexander Duda und Christiane Pearce-Blumhoff
- 2006 – Die Maibaumwache[94] mit Sepp Schauer, Winfried Frey und Lilian Naumann
- 2006 – Der Prämienstier[95] mit Erich Hallhuber senior, Monika Baumgartner, Johann Schuler, Petra Auer-Frey, Natalie Spinell, Marianne Rappenglück, Werner Zeussel, Lance Gira, Götz Burger, Dieter Fischer, Hansi Kraus, Stefan Murr, Markus Neumaier und Markus Baumeister
- 2007 – Alles fest im Griff[96] mit Heide Ackermann, Brigitte Walbrun, Johann Schuler, Franz Xaver Huber und Alexandra Schiffer
- 2007 – Dottore d’Amore[97] mit Anton Feichtner, Franz Xaver Huber, Dieter Fischer, Christiane Pearce-Blumhoff, Sara Sommerfeldt und Eleonore Daniel
- 2007 – Der Fischerkrieg vom Chiemsee[98] mit Horst Kummeth, Natalie Spinell, Marianne Lindner, Jutta Schmuttermaier, Hans Schuler, Götz Burger, Elmar Drexel, Markus Neumaier, Wolfram Kunkel, Markus Baumeister, Ursula-Maria Rehm und Lance Gira
- 2007 – Links Rechts Gradaus[99] mit Horst Kummeth, Jutta Schmuttermaier, Christiane Pearce-Blumhoff, Natalie Spinell, Christian K. Schaeffer, Pavel Fieber, Sabrina White, Markus Neumaier, Franz Froschauer, Erich Hallhuber senior, Hansi Kraus, Werner Rom, Michael Stimpel und Markus Baumeister
- 2007 – Der magische Anton[100] mit Christian K. Schaeffer, Hans Schuler, Bettina Redlich, Judith Toth, Sabrina White, Pavel Fieber, Silke Popp, Robert Joseph Bartl und Andreas Borcherding
- 2007 – Das Cäcilienwunder[101] mit Heide Ackermann, Christiane Pearce-Blumhoff, Winfried Frey, Dieter Fischer, Hans Schuler, Corinna Binzer, Maria Weidner, Joachim Bauer, Sabrina White und Harry Täschner
- 2007 – Die Versuchung des Aloysius Federl[102] mit Hans Schuler, Götz Burger und Christiane Pearce-Blumhoff
- 2008 – Foulspui[103] mit Alexander Duda, Bettina Redlich, Eva-Maria Reichert, Christian K. Schaeffer, Simon Pearce, Julia Urban, Heide Ackermann, Conny Glogger und Markus Neumaier
- 2008 – Weiberwallfahrt[104] mit Monika Baumgartner, Erich Hallhuber senior, Veronika von Quast, Lilian Naumann, Judith Toth und Natalie Spinell
- 2008 – Adam und Eva im Paradies[105] mit Markus Neumaier, Heide Ackermann, Corinna Binzer, Sara Sommerfeldt, Franz Xaver Huber, Heinz-Josef Braun und Christian K. Schaeffer
- 2008 – G’suacht und G’fund’n[106] mit Monika Baumgartner, Alexander Duda, Sabrina White, Christian K. Schaeffer, Anton Feichtner und Veronika von Quast
- 2008 – Pension Schaller[107] mit Hans Schuler, Heide Ackermann, Christiane Pearce-Blumhoff, Stefan Murr, Corinna Binzer, Eva-Maria Reichert, Dieter Fischer, Winfried Frey und Michael Vogtmann
- 2008 – Die schöne Münchnerin[108] mit Isabella Jantz, Winfried Frey, Corinna Binzer, Jutta Schmuttermaier, Heide Ackermann, Marianne Rappenglück, Erich Hallhuber senior, Markus Neumaier, Joachim Vollrath, Christian K. Schaeffer, Bernhard Butz und Thomas Schechinger
- 2009 – Der letzte Bär von Bayern[109] mit Pavel Fieber, Enzi Fuchs, Rhon Diels, Melanie Kogler, Wolfram Kunkel, Robert Joseph Bartl, Franz Froschauer, Sabrina White, Karl Friedrich und Christian K. Schaeffer
- 2009 – Glenn Miller & Sauschwanzl[110] mit Corinna Binzer, Johannes Herrschmann, Johann Schuler, Katharina Schwägerl, Ferdinand Schmidt-Modrow, Erich Hallhuber senior, Heide Ackermann, Dieter Fischer, Stefan Murr, Simon Pearce und Lance Gira
- 2009 – Endstation Drachenloch[111][112] mit Hans Schuler, Heide Ackermann, Markus Neumaier, Erich Hallhuber senior, Eva-Maria Reichert und Melanie Kogler
- 2009 – Verhexte Hex[113] mit Sebastian Edtbauer, Heide Ackermann, Isabella Jantz und Veronika von Quast
- 2010 – Die Doktorfalle[114] mit Hans Schuler, Christian K. Schaeffer und Stefan Murr
- 2010 – Duttenfeiler[115] mit Hans Schuler, Heide Ackermann und Dieter Fischer
- 2010 – Das Kreuz mit den Schwestern[116] mit Markus Neumaier, Heide Ackermann und Ina Meling
- 2011 – Die Provinzdiva[117] mit Sabrina White, Christiane Pearce-Blumhoff, Gerhart Lippert, Götz Burger, Sebastian Edtbauer, Leo Reisinger, Markus Neumaier, Kerstin Becke, Julia Urban, Winfried Frey und Isabella Jantz
- 2011 – A Flascherl vom Glück[118] mit Dieter Fischer, Corinna Binzer, Matthias Ransberger, Heide Ackermann, Katharina Schwägerl, Hans Schuler, Heinz-Josef Braun, Johanna Bittenbinder und Markus Neumaier
- 2011 – Herz ist Gold[119] mit Christiane Pearce-Blumhoff, Heide Ackermann, Winfried Frey, Sabrina White, Ina Meling, Götz Burger und Sebastian Edtbauer
- 2012 – Lauter Hornochsen[120] mit Hans Schuler, Matthias Ransberger, Lilian Naumann, Markus Neumaier, Eva-Maria Höfling, Christian K. Schaeffer, Winfried Frey, Julia Urban, Ina Meling, Thomas Schechinger, Wolfram Kunkel und Hans Kitzbichler
- 2012 – Die fromme Helene[121] mit Heide Ackermann, Dieter Fischer, Julia Urban und Matthias Ransberger
- 2012 – Obandlt is![122] mit Heide Ackermann, Winfried Frey, Corinna Binzer, Ina Meling, Sebastian Edtbauer und Josepha Sophia Sem
- 2012 – Hummel im Himmel[123] mit Matthias Ransberger, Saskia Vester, Heinz-Josef Braun und Katharina Schwägerl
- 2013 – Allein unter Kühen[124] mit Dieter Fischer, Heide Ackermann, Winfried Hübner und Young-Shin Kim
- 2013 – A Mordsgschicht[125] mit Senta Auth, Christian K. Schaeffer, Heide Ackermann, Susanne Wiesner, Claus Steigenberger, Matthias Ransberger, Norbert Heckner, Gerd Lohmeyer, Johannes Herrschmann, Veronika von Quast, Dominik Nowak und Ferdinand Schmidt-Modrow
- 2014 – Alpenglühn und Männertreu[126] mit Winfried Frey, Johanna Bittenbinder, Gerhard Wittmann, Hans Schuler, Sebastian Edtbauer, Teresa Rizos, Corinna Binzer, Kathrin Anna Stahl und Markus Neumaier
- 2014 – 1001 Nacht in Tegernbrunn[127] mit Ferdinand Schmidt-Modrow, Harald Helfrich, Conny Glogger, Susanne Wiesner, Alexander Duda, Matthias Ransberger, Bernhard Ulrich, Ina Meling und Jürgen Fischer
- 2014 – Wenn’s lafft, dann lafft’s[128] mit Dieter Fischer, Katharina Schwägerl, Julia Urban, Heide Ackermann, Johannes Herrschmann und Stefan Murr
- 2015 – Paulas letzter Wille[129] mit Heide Ackermann, Matthias Ransberger, Götz Burger, Corinna Binzer, Claus Steigenberger, Judith Mauthe, Stephen Sikder, Caro Hetényi, Leo Reisinger und Sarah Camp
- 2015 – Der fast keusche Josef[130] mit Dieter Fischer, Johanna Bittenbinder, Moritz Katzmair, Ina Meling, Corinna Binzer, Christian K. Schaeffer und Andreas Bittl
- 2015 – Agent Alois[131] mit Heinz-Josef Braun, Benedikt Blaskovic, Ramona Kunze-Libnow, Johanna Martin, Hans Schuler, Bettina Redlich, Matthias Ransberger, Markus Baumeister, Janina Möller und Paul Peteanu
- 2016 – Ein Garten voll Schlawiner[132] mit Heide Ackermann, Ferdinand Schmidt-Modrow, Veronika Hörmann, Corinna Binzer, Georg Luibl, Norbert Heckner und Matthias Ransberger
- 2016 – Göttinnen weißblau[133] mit Johanna Bittenbinder, Dieter Fischer, Winfried Hübner, Heide Ackermann, Corinna Binzer, Andreas Bittl und Markus Neumaier
- 2017 – Der Cowboy von Haxlfing[134] mit Markus Baumeister, Winfried Hübner, Teresa Rizos, Hans Schuler, Armin Stockerer, Franz-Xaver Zeller, Nikola Norgauer, Wolfgang Mirlach und Bernd Kleinschnitz
- 2017 – Rock 'n' Roll im Abendrot[135] mit Heide Ackermann, Maria Peschek, Werner Haindl, Winfried „Waggi“ Hübner, Bettina Redlich, Annabel Faber, Andreas Bittl, Horst Rankl und Gerhard Berger
- 2018 – Odel verpflichtet[136] mit Dieter Fischer, Bettina Redlich, Maria Peschek, Heide Ackermann und Andreas Bittl
- 2019 – Ein Bayer in der Unterwelt[137] mit Bernhard Ulrich, Sophie Reiml, Tommy Schwimmer, Hermann Giefer und Werner Rom
- 2019 – Der Unschuldsengel[138] mit Dieter Fischer, Judith Toth, Heide Ackermann, Maria Peschek und Winfried Hübner
- 2019 – Selbst ist die Frau[139] mit Judith Peres, Armin Stockerer, Manuela Denz, Sabine Sachse und Nikolaus Ruml
- 2019 – Deifi Sparifankerl[140] mit Michael Hausperger, Daniela Hausler, Lorenz Sirtl, Matthias Ransberger, Claus Steigenberger, Petra Auer-Frey, Iris Koneczny, Caro Hetényi und Christiane Pearce-Blumhoff
- 2020 – Der Beste für die Besten[141] mit Berthold Kellner, Kirstin Rokita, Sabine Hiltl, Emi Strunz, Klaus Schmidmeister, Philipp W. Wilhelm, Marget Flach, Marion Schieder, Wolfgang Kamm, Josefine Spörer, Claudia Pausch, Anita Bösl, Sonja Seiberl und Franz Meyer
- 2020 – Nix geht mehr[142] mit Wowo Habdank, Nikola Norgauer, Franziska Janetzko, Sina Reiß, Florian Fischer, Uli Bauer und Christoph Zrenner
- 2020 – Da Austrags-Schwindel[143] mit Kathi Leitner, Winfried Frey, Ludwig Schaffernicht, Nicola Pendelin, Bärbel Kinshofer, Andreas Löscher, Wiltrud Steiger, Roland Thurmayr und Thomas J. Heim
- 2021 – Bodschamperlspuk[144] mit Michael Hausperger, Max Beier, Daniela Hausler, Nicola Pendelin, Corinna Binzer, Markus H. Eberhard, Iris Koneczny und Florian Bauer
- 2022 – Das Orakel von Ramersdorf[145] mit Dieter Fischer, Julia Urban, Moritz Katzmair, Heide Ackermann, Winfried Hübner, Ursula Maria Burkhart und Sepp Daser
- 2023 – Ach Du lieber Gott[146] mit Dieter Fischer, Julia Urban, Katharina Plank, Ursula Maria Burkhart, Heide Ackermann, Sebastian Edtbauer und Ferdinand Dörfler
- 2024 – A Wiesn Gschicht[147] mit Dieter Fischer, Ursula Maria Burkhart, Julia Urban, Katharina Plank, Heide Ackermann, Sebastian Edtbauer und Andreas Bittl